# Naturbahnrodel-Weltcup 2005/06
Der Naturbahnrodel-Weltcup 2005/06, ein Rennrodelnwettbewerb, wurde in drei Disziplinen und in jeweils sechs Saisonrennen ausgetragen.

## Damen-Einsitzer

### Ergebnisse
| Datum                    | Ort            | Siegerin               | Zweite            | Dritte                         |
| ------------------------ | -------------- | ---------------------- | ----------------- | ------------------------------ |
| 9. bis 11. Dezember 2005 | Longiarü       | Jekaterina Lawrentjewa | Christa Gietl     | Renate Gietl Melanie Batkowski |
| 13. bis 15. Januar 2006  | Kindberg       | Jekaterina Lawrentjewa | Renate Gietl      | Christa Gietl                  |
| 20. bis 22. Januar 2006  | Olang          | Jekaterina Lawrentjewa | Renate Gietl      | Christa Gietl                  |
| 1. bis 3. März 2006      | Grande Prairie | Jekaterina Lawrentjewa | Melanie Batkowski | Marlies Wagner                 |
| 3. bis 4. März 2006      | Grande Prairie | Jekaterina Lawrentjewa | Renate Gietl      | Christa Gietl                  |
| 9. bis 11. März 2006     | Oberperfuss    | Jekaterina Lawrentjewa | Melanie Batkowski | Renate Gietl                   |

### Weltcupstand
Endstand nach sechs Rennen (ein Streichresultat)
| Rang | Name                   | Punkte |
| ---- | ---------------------- | ------ |
| 01   | Jekaterina Lawrentjewa | 500    |
| 02   | Renate Gietl           | 395    |
| 03   | Melanie Batkowski      | 360    |
| 04   | Christa Gietl          | 350    |
| 05   | Marlies Wagner         | 277    |
| 06   | Imelda Gruber          | 251    |
| 07   | Michaela Maurer        | 229    |
| 08   | Tina Unterberger       | 184    |
| 09   | Kinga Gawlas           | 175    |
| 10   | Sabine Kogler          | 138    |
| 11   | Julija Wetlowa         | 126    |

| Rang | Name                    | Punkte |
| ---- | ----------------------- | ------ |
| 12   | Veronika Nachmann       | 92     |
| 13   | Melanie Schwarz         | 91     |
| 14   | Tamara Schwarz          | 88     |
| 15   | Karolina Waniczek       | 85     |
| 16   | Anna Braun              | 80     |
| 17   | Wera Serhejewa          | 78     |
| 18   | Melissa Jones           | 68     |
| 19   | Živa Janc               | 62     |
| 20   | Olga Sidorowa           | 56     |
| 21   | Laryssa Leschtschyschyn | 50     |
| 22   | Sandra Mariner          | 39     |

## Herren-Einsitzer

### Ergebnisse
| Datum                    | Ort            | Sieger                | Zweiter             | Dritter               |
| ------------------------ | -------------- | --------------------- | ------------------- | --------------------- |
| 9. bis 11. Dezember 2005 | Longiarü       | Patrick Pigneter      | Gerald Kammerlander | Florian Breitenberger |
| 13. bis 15. Januar 2006  | Kindberg       | Gernot Schwab         | Patrick Pigneter    | Philipp Wagner        |
| 20. bis 22. Januar 2006  | Olang          | Florian Breitenberger | Patrick Pigneter    | Anton Blasbichler     |
| 1. bis 3. März 2006      | Grande Prairie | Gernot Schwab         | Patrick Pigneter    | Florian Breitenberger |
| 3. bis 4. März 2006      | Grande Prairie | Gernot Schwab         | Patrick Pigneter    | Philipp Wagner        |
| 9. bis 11. März 2006     | Oberperfuss    | Martin Psenner        | Patrick Pigneter    | Gernot Schwab         |

### Weltcupstand
Endstand nach sechs Rennen (ein Streichresultat)
| Rang | Name                  | Punkte |
| ---- | --------------------- | ------ |
| 01   | Patrick Pigneter      | 440    |
| 02   | Gernot Schwab         | 420    |
| 03   | Florian Breitenberger | 339    |
| 04   | Martin Psenner        | 309    |
| 05   | Anton Blasbichler     | 296    |
| 06   | Philipp Wagner        | 282    |
| 07   | Gerald Kammerlander   | 262    |
| 08   | Florian Batkowski     | 226    |
| 09   | Marcus Grausam        | 211    |
| 10   | Robert Batkowski      | 171    |
| 11   | Žiga Pagon            | 159    |
| 12   | Georg Maurer          | 158    |
| 13   | Björn Kierspel        | 144    |
| 14   | Borut Kralj           | 137    |
| 15   | Ervin Marn            | 132    |
| 16   | Thomas Schopf         | 110    |
| 17   | Miha Meglič           | 105    |
| 18   | Iwan Lasarew          | 102    |
| 19   | Andreas Castiglioni   | 101    |

| Rang | Name                 | Punkte |
| ---- | -------------------- | ------ |
| 20   | Christian Wichan     | 100    |
| 21   | Gerhard Pilz         | 092    |
| 22   | Damian Waniczek      | 091    |
| 23   | Matthias Rainer      | 088    |
| 24   | Adam Jędrzejko       | 087    |
| 25   | Andrzej Laszczak     | 086    |
| 26   | John Gibson          | 085    |
| 27   | Corey Pusey          | 081    |
|      | Kaj Johnson          | 081    |
| 29   | Daniel Quitta        | 071    |
| 30   | Jan Zaoral           | 065    |
| 31   | René Uhlmann         | 064    |
| 32   | Martin Nachmann      | 063    |
| 33   | Philipp Antholzer    | 055    |
| 34   | Julien Schultz       | 052    |
| 35   | Galabin Bozew        | 042    |
| 36   | Piotr Kobza          | 036    |
| 37   | Jewhen Prysjaschnjuk | 032    |
| 38   | Juri Harzula         | 028    |

| Rang | Name               | Punkte |
| ---- | ------------------ | ------ |
| 39   | Robert Stadler     | 25     |
| 40   | Slatomir Sdrawkow  | 22     |
| 41   | Michael Scheikl    | 21     |
| 42   | Greg Jones         | 18     |
|      | Jure Potočnik      | 18     |
| 44   | Pawel Porschnew    | 17     |
| 45   | Patrik Nowik       | 16     |
| 46   | Sławomir Jędrzejko | 15     |
| 47   | Markus Wichan      | 14     |
| 48   | Vincent Schultz    | 13     |
|      | Yanislaw Urumow    | 13     |
| 50   | Knut Solheim       | 11     |
| 51   | Witalij Sacharow   | 09     |
|      | Kristian Roel      | 09     |
| 53   | Tschawdar Arsow    | 08     |
| 54   | Ihor Senjuk        | 06     |
| 55   | Petar Sawow        | 02     |
| 56   | Mark Vickery       | 01     |
|      | David Scott        | 01     |

## Doppelsitzer

### Ergebnisse
| Datum                    | Ort            | Sieger                              | Zweiter                             | Dritter                             |
| ------------------------ | -------------- | ----------------------------------- | ----------------------------------- | ----------------------------------- |
| 9. bis 11. Dezember 2005 | Longiarü       | Andrzej Laszczak Damian Waniczek    | Reinhard Beer Herbert Kögl          | Pawel Porschnew Iwan Lasarew        |
| 13. bis 15. Januar 2006  | Kindberg       | Christian Schatz Gerhard Mühlbacher | Reinhard Beer Herbert Kögl          | Pawel Porschnew Iwan Lasarew        |
| 20. bis 22. Januar 2006  | Olang          | Reinhard Beer Herbert Kögl          | Pawel Porschnew Iwan Lasarew        | Christian Schatz Gerhard Mühlbacher |
| 1. bis 3. März 2006      | Grande Prairie | Pawel Porschnew Iwan Lasarew        | Christian Schatz Gerhard Mühlbacher | Andrzej Laszczak Damian Waniczek    |
| 3. bis 4. März 2006      | Grande Prairie | Pawel Porschnew Iwan Lasarew        | Christian Schatz Gerhard Mühlbacher | Reinhard Beer Herbert Kögl          |
| 9. bis 11. März 2006     | Oberperfuss    | Christian Schatz Gerhard Mühlbacher | Andrzej Laszczak Damian Waniczek    | Reinhard Beer Herbert Kögl          |

### Weltcupstand
Endstand nach sechs Rennen (ein Streichresultat)
| Rang | Name                                  | Punkte |
| ---- | ------------------------------------- | ------ |
| 1    | Christian Schatz – Gerhard Mühlbacher | 440    |
| 2    | Pawel Porschnew – Iwan Lasarew        | 425    |
| 3    | Reinhard Beer – Herbert Kögl          | 410    |
| 4    | Andrzej Laszczak – Damian Waniczek    | 365    |
| 5    | Christian Schopf – Andreas Schopf     | 280    |
| 6    | Andreas Leiter – Thomas Weiss         | 257    |
| 7    | Alexander Jegorow – Pjotr Popow       | 152    |
| 8    | Denis Alimow – Roman Molwistow        | 141    |

| Rang | Name                                     | Punkte |
| ---- | ---------------------------------------- | ------ |
| 09   | Galabin Bozew – Slatomir Sdrawkow        | 112    |
| 10   | Jewhen Prysjaschnjuk – Juri Harzula      | 102    |
| 11   | Adam Jędrzejko – Piotr Kobza             | 078    |
| 12   | Patrick Pigneter – Florian Clara         | 050    |
| 13   | Günther Innerbichler – Alex Innerbichler | 046    |
| 14   | Günther Innerbichler – Johannes Hofer    | 039    |
| 15   | Tschawdar Arsow – Yanislaw Urumow        | 034    |
| 16   | Kaj Johnson – Greg Jones                 | 028    |

## Nationenwertung
| Rang | Land        | Punkte |
| ---- | ----------- | ------ |
| 1    | Österreich  | 4177   |
| 2    | Italien     | 3636   |
| 3    | Russland    | 1679   |
| 4    | Deutschland | 1103   |
| 5    | Polen       | 1096   |
| 6    | Slowenien   | 0613   |
| 7    | Kanada      | 0361   |
| 8    | Ukraine     | 0305   |

| Rang | Land                   | Punkte |
| ---- | ---------------------- | ------ |
| 09   | Bulgarien              | 233    |
| 10   | Tschechien             | 071    |
| 11   | Liechtenstein          | 070    |
| 12   | Vereinigte Staaten     | 065    |
| 13   | Norwegen               | 020    |
| 14   | Schweden               | 016    |
| 15   | Vereinigtes Königreich | 002    |
| 0    | 0                      | 0      |